# تشارلي ريتشارد
تشارلي ريتشارد (بالإنجليزية: Charlie Richard)‏ هو مدير فني أمريكي، ولد في 30 مايو 1941 في غرين فالي في الولايات المتحدة، وتوفي في 13 ديسمبر 1994 في بلدوين سيتي في الولايات المتحدة.